# Fikri Arıkan
Fikri Arıkan (geb. am 9. September 1951 in Çorum; hingerichtet am  27. März  1982 im Zentralgefängnis Ankara)  war ein türkischer Aktivist der Grauen Wölfe. Gemeinsam mit seinem Freund Kemal Özdemir ermordete Arıkan im Oktober 1978 zwei linksgerichtete Männer. Nach dem Militärputsch in der Türkei 1980 gehörte er zu den acht rechtsgerichteten von insgesamt 50 hingerichteten Personen in den Jahren von 1980 bis 1984.

## Der „Sackmord“
Fikri Arıkan und sein Freund Kemal Özdemir schlugen in der Nacht vom 14. auf den 15. Oktober 1978 die beiden linksgerichteten Männer Veli Güneş und Halim Kaplan, die ihr Wohnviertel in Ankara betraten, mit dem Knauf einer Pistole nieder. Sie stülpten ihnen dann Säcke über den Kopf, bugsierten sie auf die Rückbank eines Autos und fuhren in Richtung des Dorfes İmrahor. Als Arıkan und Özdemir im Rückspiegel sahen, dass eines der Opfer seinen Kopf aus dem Sack befreit hatte und aus dem Wagen springen wollte, hielten sie an und Fikri Arıkan tötete Veli Güneş mit drei bis vier Schüssen. Sie fuhren weiter und warfen Halim Kaplan in İmrahor in den Straßengraben. Fikri Arıkan stieg ihm nach und schoss drei bis vier Mal auf Kaplan für den Fall, dass er noch nicht tot war.

## Gerichtsverfahren und Hinrichtung
Kemal Özdemir floh nach der Tat. Fikri Arıkan wurde verhaftet und vor Gericht gestellt. Arıkan und Özdemir wurden vom Militärgericht Nr. 1 des Ausnahmezustands am 15. Juli 1981 zum Tode verurteilt. Der 3. Senat des Militärkassationshofs bestätigte das Urteil am 29. Dezember 1981. Auch die Beratende Versammlung, die nach dem Militärputsch eingerichtet worden war, bestätigte das Todesurteil.
Die Entscheidung wurde schließlich auf der 100. Sitzung des Nationalen Sicherheitsrates unter dem Vorsitz von General Kenan Evren am 26. März 1982 angenommen. Fikri Arıkan wurde am 27. März 1982 im Zentralgefängnis von Ankara durch den Strang hingerichtet.